# Masteria guyanensis
Espèce
Masteria guyanensis est une espèce d'araignées mygalomorphes de la famille des Dipluridae.

## Distribution
Cette espèce est endémique du Guyana. Elle se rencontre dans la région Potaro-Siparuni.

## Description
La carapace du mâle holotype mesure 1,1 mm de long sur 1,0 mm et l'abdomen 1,01 mm de long sur 0,68 mm.

## Étymologie
Son nom d'espèce, composé de guyan[a] et du suffixe latin -ensis, « qui vit dans, qui habite », lui a été donné en référence au lieu de sa découverte, le Guyana.

## Publication originale
- Almeida, Salvatierra & de Morais, 2018 : A new species of Masteria L. Koch, 1873 (Dipluridae: Masteriinae) from Guyana. Zootaxa, no 4434(2), p. 366-368.